# Мендигурен, Шабьер
Шабьер Мендигурен Элисеги (баск. Xabier Mendiguren Elizegi; род. 3 мая 1964, Беасайн) — баскский писатель (прозаик и драматург), редактор, блогер.

## Биография
Родился в Беасайне. В детстве мечтал стать футболистом и, кроме того, увлекался рисованием. Среднее образование получил на испанском языке, в школе учился вместе с Чики Бегиристайном и Пачи Субисарретой.
Изучал баскскую филологию в Университете Страны Басков и испанскую филологию в Национальном университете дистанционного образования. В возрасте около двадцати лет начал публиковать небольшие произведения в журналах. С 1988 года работает редактором в крупнейшем баскоязычном издательстве Elkar.
В 2004 году начал вести блог, который с тех пор сменил несколько названий: Egunen harian (с баск. — «На нити дней»), Paperjalearen dieta (с баск. — «Диета пожирателя бумаги»), Normalak bagina bezala (с баск. — «Как будто мы нормальные»), Nire uste harroan (с баск. — «По моему гордому мнению»).

## Творчество
Мендигурен характеризует себя так: «Редактор по профессии, читатель по увлечению, писатель по призванию, любитель поболтать по жизни, баск по благословению или проклятию». Пишет рассказы, романы, пьесы, произведения для детей и подростков.
Некоторые произведения Мендигурена переведены на испанский, каталанский и галисийский языки. По данным на 2022 год, одна из его детских повестей переведена на русский, но не издана.

## Премии
- 1988 — премия Лисарди за книгу «Большие хлопоты маленькой Монсе»[6].
- 1992 — премия Ассоциации литературных критиков Испании в номинации «Лучшее прозаическое произведение на баскском языке» за сборник рассказов «Четырнадцать»[7].
- 1994 — премия Чомина Агирре за роман «Тень греха»[8].
- 2000 — премия Тене Мухики в номинации «Лучший рассказ»[9].
- 2003 — премия Kutxa в номинации «Лучшая пьеса»[10].
- 2009 — премия Лисарди за повесть «Один день из жизни Петре Романеску»[6].

Лауреат премий Телесфоро Монсона, Бисенты Могель, Торибио Альсаги, Педро Игнасио де Баррутии.
В 2013 году спектакль «Ненависть к публике» по пьесе Мендигурена, написанной в 1985 году, получил Театральную премию Сан-Себастьяна.

## Персонаж литературных произведений
Шабьер Мендигурен прямо или косвенно упоминается как персонаж в романе Ура Апалатеги «Анонимное товарищество "Наши дела"» (2004), пьесе Айтора Араны «Издатель» (2006) и романе Кевина Эредии «Ты здесь, Кевин?» (2010)

### Комментарии
1. ↑  Книги Шабьера Мендигурена публикуются преимущественно с указанием только первой фамилии, однако его часто упоминают как Шабьера Мендигурена Элисеги, чтобы отличить от писателя и переводчика Шабьера Мендигурена Бересиарту[баск.].